# Francisco Muntaner
Pour les articles homonymes, voir Muntaner.
Francisco Muntaner (Palma, 1743 - Madrid, 1805) est un graveur espagnol.

## Biographie
Francisco Muntaner naît à Palma de Majorque en 1743. Membre d'une famille de graveurs majorquins, fils de Lorenzo Muntaner Upé, qui l'initie à la gravure, et petit-fils du peintre italien Juan Muntaner Marimonti, il est baptisé dans la cathédrale de Palma le 13 avril 1743.
Protégé par l'évêque de Majorque, Francisco Garrido de la Vega, à qui il offre une gravure de l'Immaculée Conception, il est admis en novembre 1767 comme membre surnuméraire de l'Académie royale des beaux-arts de San Fernando. Cependant, en mars 1768, l'évêque a dû adresser une longue lettre au marquis de Sarria (es), directeur de l'Académie, pour défendre Muntaner, car un autre peintre majorquin, Cristóbal Vilella (es), l'a dénoncé comme inapte à porter le titre étant le fils de Juana Ana Picó, une descendante, selon lui, de convertis juifs ; selon l'évêque, son véritable nom de famille est Munera et elle a été adoptée dans son enfance par Juan Picó, un orfèvre,.

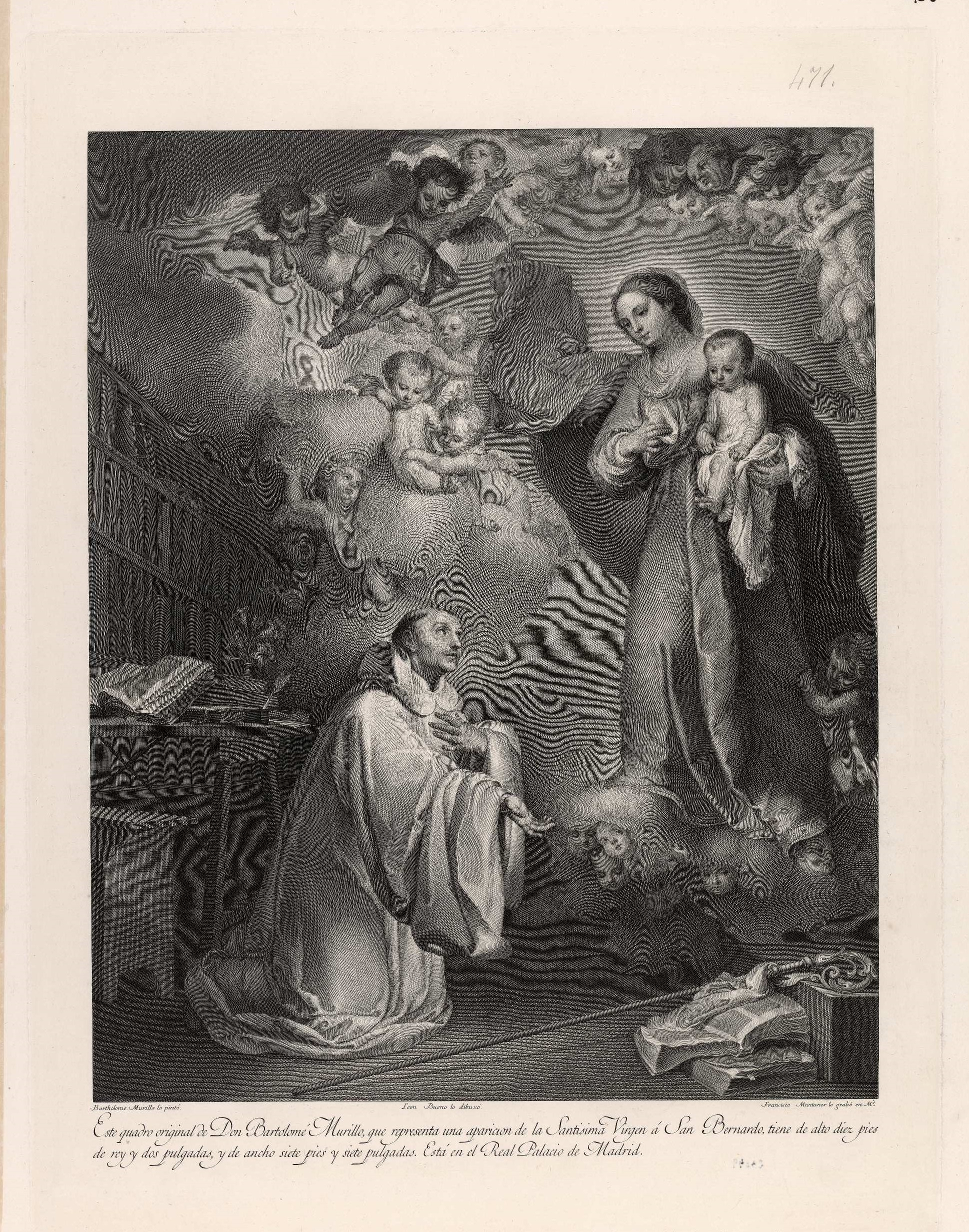
Aparición de la Virgen a san Bernardo, eau-forte et burin d'après un dessin de León Bueno, d'après un tableau de Bartolomé Esteban Murillo.

Après la lettre de l'évêque, en novembre 1771, il est élu à l'unanimité académicien du mérite pour deux gravures de l'Immaculée Conception et de Notre-Dame des Douleurs. Vers 1779, il épouse Marta Ignacia González Palomino, fille du peintre Antonio González Ruiz et petite-fille de Juan Bernabé Palomino, dont Muntaner a même reçu des leçons de gravure à l'Académie.
Muntaner participe à plusieurs des projets les plus importants entrepris par l'Académie selon les principes de la pensée des Lumières, notamment les Antigüedades árabes de España (Antiquités arabes d'Espagne), pour lesquelles il grave en 1775 la Vista de la fortaleza de la Alhambra desde el castillo de Torres Bermejas (Vue de la forteresse de l'Alhambra depuis le château de Torres Bermejas (es)) et la Vista de la mezquita de Córdoba (Vue de la mosquée de Cordoue et des colonnes millénaires) d'après des dessins de José de Hermosilla. En 1784, sur les instructions de Ventura Rodríguez, il grave les plans et les vues de la cathédrale de Malaga, publiés un an plus tard sous le titre Diseños de la catedral de Málaga (Dessins de la cathédrale de Malaga).
Il collabore à la série de Retratos de los españoles ilustres (Portraits des Espagnols illustres, Madrid : Calcografía Nacional, 1791) promue par la Chalcographie royale sur proposition de Manuel Salvador Carmona, directeur de l'Académie royale, qui l'inclut dans la liste des graveurs « les plus méritants » pour entreprendre le projet. Elle inclut les portraits d'Ambrosio de Morales et de Juan de Mariana, tous deux d'après des dessins de José del Castillo (1788), celui du cardinal Gil de Albornoz (1791), d'après un dessin de Manuel de la Cruz Vázquez (es), celui d'Antonio Agustín (1791), d'après un dessin de José Maea (es), et celui de Jean Louis Vivès (1794), d'après un dessin de José López Enguídanos.

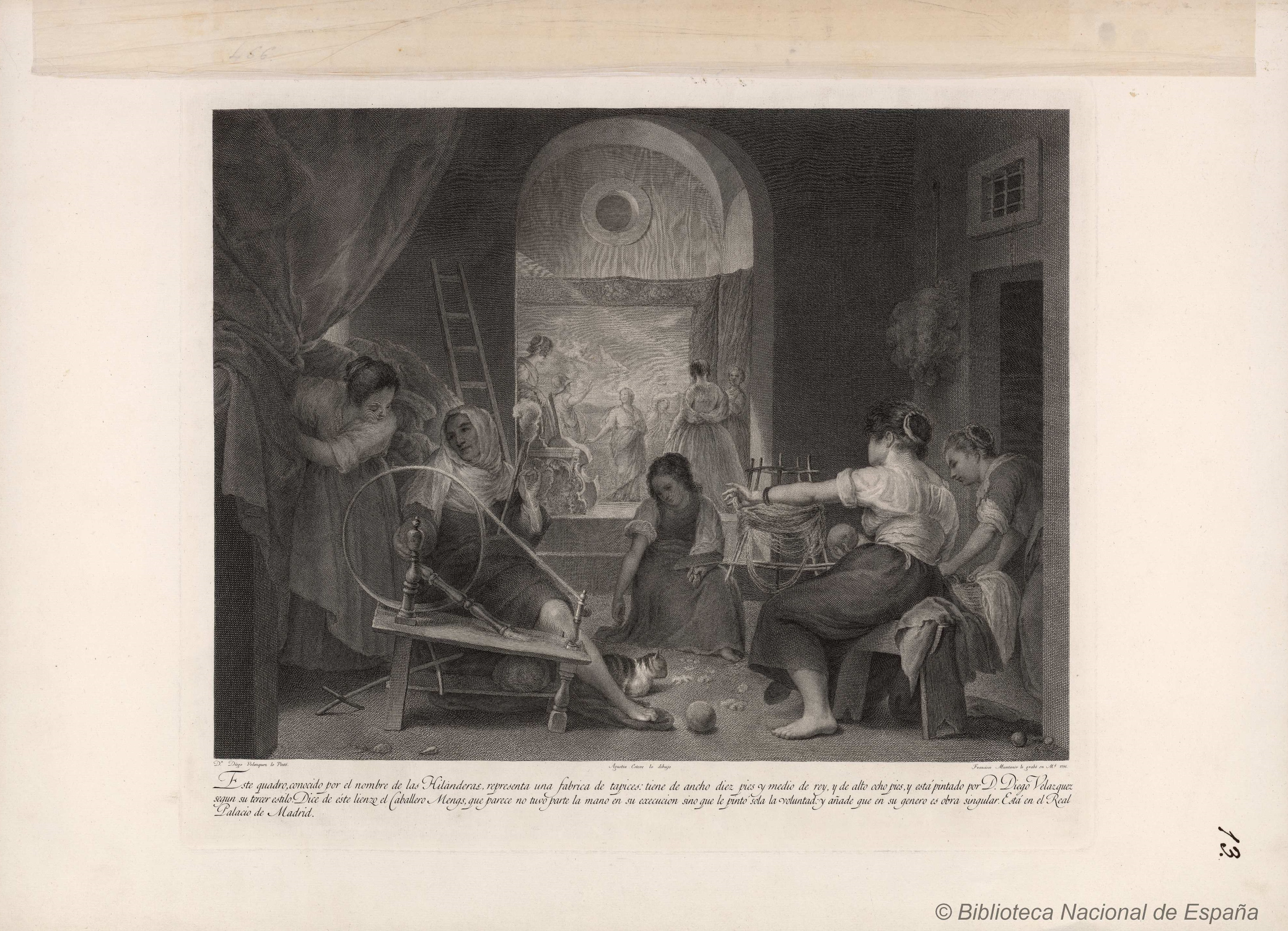
Las Hilanderas, eau-forte et burin d'après un dessin d'Agustín Esteve, d'après un tableau de Diego Velázquez.

Pour la Compañía para el grabado de los cuadros de los Reales Palacios (Compagnie de gravure des peintures des palais royaux), il grave Les Fileuses de Diego Velázquez en 1796, d'après un dessin d'Agustín Esteve, pour lequel il est payé 30 000 réaux, Le Bouffon avec des livres de Velázquez et d'après un dessin de León Bueno, pour lequel il est payé 5 000 réaux en 1792, et Aparición de la Virgen a san Bernardo de Bartolomé Esteban Murillo d'après un dessin de León Bueno, une eau-forte pour laquelle il a été payé 25 000 réaux en 1792, et Magistrado con un crucifijo par Leandro Bassano d'après un dessin également de León Bueno, interprété à tort comme un portrait de Thomas More et attribué au Titien, pour lequel il a été payé 1 000 réaux. En outre, et pour cette même série, il a dirigé son élève Manuel Esquivel de Sotomayor (es) dans les reproductions de l'Ésope et du Ménippe de Velázquez.

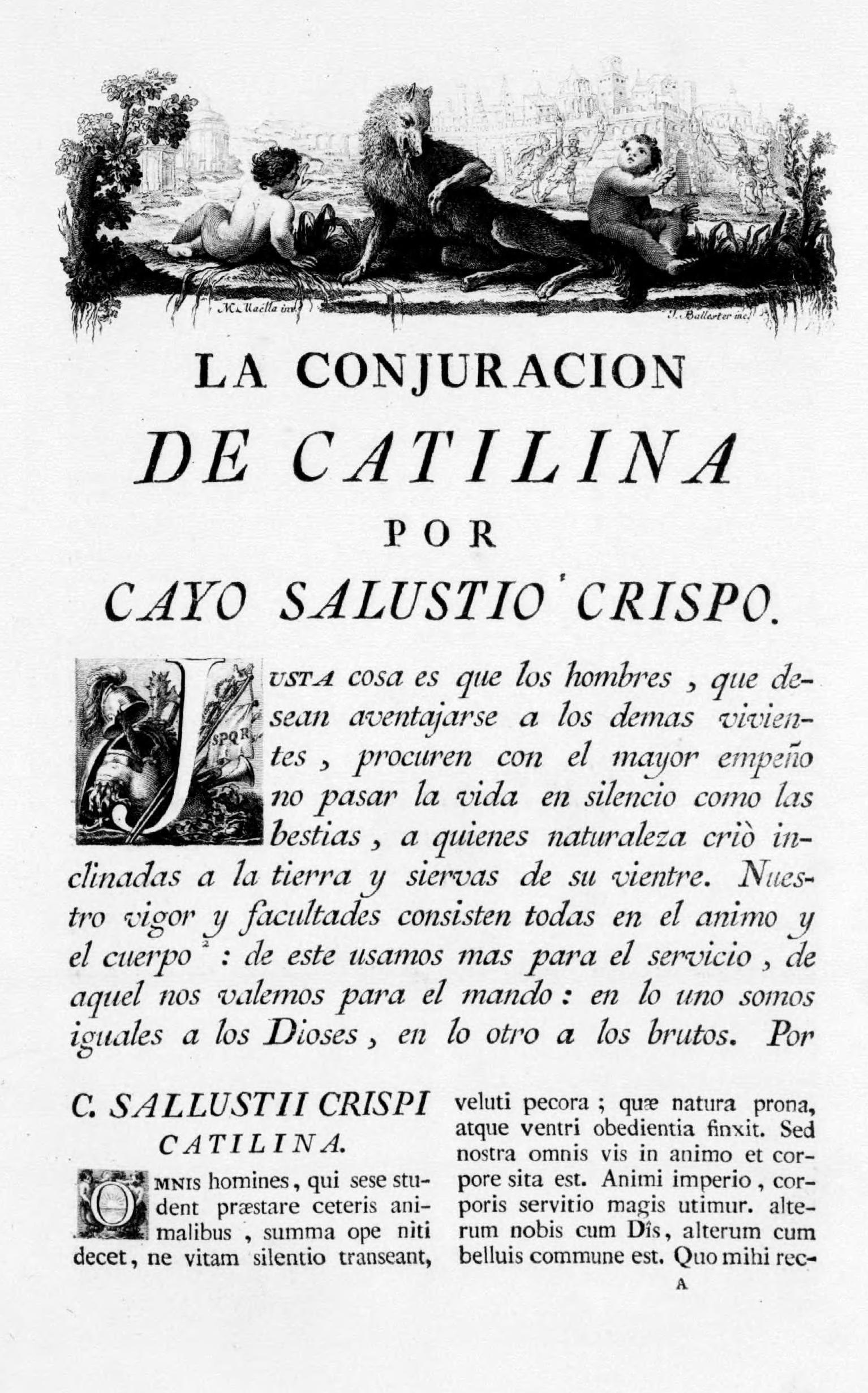
Première page de l'édition de 1722 de Joaquín Ibarra de La conjuración de Catilina.

Il participe également au « chef-d'œuvre de la typographie espagnole du XVIIIe siècle » : l'édition de 1722 de Joaquín Ibarra de La conjuración de Catilina y la Guerra de Yugurta (La Conjuration de Catilina et la Guerre de Jugurtha) de Salluste, traduite par l'infant Gabriel d'Espagne, ainsi qu'au « Quijote de Ibarra », imprimé en quatre volumes en 1780 sous le patronage de l'Académie royale, pour lequel il a fourni six gravures d'après cinq dessins d'Antonio Carnicero Mancio et un de Gregorio Ferro.
Francisco Muntaner meurt à Madrid en 1805.